# Perusia bivittata
Perusia bivittata là một loài bướm đêm trong họ Geometridae.